# Der letzte Sommer (Ricarda Huch)
Der letzte Sommer ist eine Erzählung in Briefen von Ricarda Huch, die 1910 in der Deutschen Verlags-Anstalt in Stuttgart und Leipzig erschien.
In der Erzählung beleuchtet Huch ein Kapitel des russischen Anarchismus. Staitscheva ordnet dieses Kapitel in die Ereignisse um die Russische Revolution 1905 ein und bezeichnet den Text als Ricarda Huchs Todesurteil über den russischen Zarismus als soziale Klasse.

## Überblick
Der Gouverneur Jegor von Rasimkara versucht als Funktionär des zaristischen Regimes, die beginnenden Unruhen einzudämmen, indem er Universitäten schließt und Todesurteile über revoltierende Studenten verhängt. Er macht daraufhin mit seiner Gattin Lusinja und den drei erwachsenen Kindern auf seinem Gut Kremskoje bei Petersburg Sommerurlaub. Vor Beginn des Prozesses gegen die revoltierenden Studenten – mit dem inhaftierten Aufrührer Demodow an der Spitze – möchte sich der oft unbeherrschte, aber unerschrockene und unerschütterliche Gouverneur nicht im nahen Petersburg sehen lassen. Lusinja von Rasimkaras Angst vor den aufmüpfigen Studenten ist nicht aus der Luft gegriffen. Hat doch der Gatte, der die Universität hat schließen lassen, einen Drohbrief erhalten.
Auf Lusinjas Drängen stellt Jegor von Rasimkara den 28-jährigen Akademiker Lju als seinen Sekretär ein. In Wahrheit soll der junge Mann den Gouverneur auf dem Landgut vor dem angedrohten Bomben-Attentat schützen. Aus dem Schutz wird nichts. Im Gegenteil – der Anarchist Lju befördert das adelige Ehepaar mit einer Sprengladung ins Jenseits.
Zuvor war Lju ins Schlafzimmer des Ehepaares geschlichen und hatte der Frau einen zweiten Drohbrief unters Kopfkissen gelegt. Dieses Schreiben, auf dem Lusinja die ganze Nacht geschlafen hatte, war ihr am darauffolgenden Morgen wie ein Todesurteil vorgekommen. Nur – der Vollstreckungstermin hatte gefehlt. Die feinfühlige Lusinja ist dem skrupellosen Intellektuellen Lju nicht gewachsen. Als sie erkennt, dass der zweite Drohbrief in Ljus Handschrift geschrieben ist, teilt sie die Erkenntnis dem Schreiber unter vier Augen mit. Der Mörder lässt sich nie in Verlegenheit bringen. Ohne die geringfügigste Karambolage umschifft er auch diese Klippe; zerstreut leichthin Lusinjas Bedenken.

## Inhalt
Die Briefe, von den drei oben genannten Protagonisten und den Kindern des Ehepaares zumeist am Ort der Handlung in Kremskoje an Petersburger Adressen geschrieben, sind vom 5. Mai bis zum 2. August – dem Sterbetag des Ehepaares – datiert. Die drei Damen schreiben überwiegend an Tatjana, die Schwester des Gouverneurs und deren Sohn Peter. Auch Welja, der Sohn des Hauses, schreibt oft an Peter. Der Gouverneur ist schreibfaul, weil er am rechten Arm behindert ist. In einem seiner wenigen Briefe lehnt er das Gnadengesuch von Demodows Mutter höflich aber bestimmt ab: Der Student Demodow wird wahrscheinlich hingerichtet werden.
Lju schreibt ziemlich viele Briefe an seinen Gesinnungsgenossen Konstantin nach Petersburg. Der Leser weiß somit über die Mordabsicht bestens Bescheid.
Am Vorabend des 2. August reist der Attentäter nach Petersburg ab. Vor seiner Abreise hat er ganze Arbeit geleistet: Die Kinder, deren Vertrauen er erschlichen hat, sind auf seine behutsam vorgebrachten Vorschläge hin nach Petersburg beziehungsweise nach Paris abgereist. Die Schreibmaschine des Gouverneurs wurde in Petersburg unter der Regie des Anarchisten Konstantin „repariert“. Als der Gouverneur die Maschine ausprobiert, einen knappen Brief an seine beiden nach Paris reisenden Kinder schreibt und sich währenddessen Lusinja mitlesend liebevoll über den Gatten beugt, wird die Sprengladung gezündet, als Jegor den Großbuchstaben seines Vornamens eintippt.

## Form
Brekle hebt die psychologisch differenzierte Widerspiegelung der Kremskojer Ereignisse hervor. Dazu einige Anmerkungen.
Zwar ist Lju mit seinem Vater zerstritten, doch das ist so etwas wie ein Kavaliersdelikt. Ansonsten hat der schlanke, glattrasierte, zurückhaltende Mann vom englischen Typus mit dem wirklich herausragenden Intellekt beste Referenzen. Er will die Familienmitglieder beherrschen. Das gelingt ihm beim Gouverneur nicht. Trotzdem fädelt Lju das Attentat perfekt ein. „Eine Art Nervenschmerz am rechten Arm“ des Hausherrn ist der Ansatzpunkt: Lju redet dem Gouverneur ein, eine Schreibmaschine müsse her.
Werden unter Brekles psychologischem Aspekt die Opfer betrachtet, so steht fest, der Gouverneur ahnt überhaupt nichts und „ist ganz ohne Furcht“. Viel empfindlicher äußert sich seine Frau Lusinja: Lju, dessen „rätselhafter Blick“ ihr unheimlich ist, der „etwas Fremdartiges und Unergründliches“ an sich hat, „könnte ja von einem fremden, dämonischen Willen besessen sein.“ Er interessiere sich einerseits sehr für jedes einzelne Familienmitglied und verrate andererseits fast nichts über sich selbst. Und wenn er etwas verberge, dann könne es nichts Gemeines sein. Hier irrt Lusinja. Lju möchte nicht nur den Gouverneur, sondern – zu seiner Sicherheit – auch dessen Frau ermorden.
Welja, ein wenig jünger als der Attentäter, erkennt zwar, Lju ist ein Revolutionär, lässt sich aber trotzdem nach Paris schicken. Denn er meint, wo immer der überlegene Lju auftritt, kann es zu gar keiner Katastrophe kommen.
Katja, eine der beiden Töchter des Hauses, schreibt hellsichtig an ihren Bruder Welja, er solle doch daheim in Kremskoje aufpassen. Wenn sie nur an Ljus „eisige Augen“ denke, traue sie dem Fremdling zu, er könne den geliebten Papa umbringen lassen. Welja hält das für unmöglich. Reine Theoretiker wie Lju handelten gewöhnlich nicht. Katja bleibt bei ihrer deutlichen Aversion gegen den Fremdling. An ihren Vater schreibt sie, er solle seinen Sekretär bitte wegschicken. Sie könne ihn nicht ausstehen.

## Zitat
Lju, der Menschenkenner: „… einen Menschen ändern kann nur Gott; oder nicht einmal Gott!“

## Rezeption
- Brekle bespricht den Text kurz.[8]
- Staitscheva hebt das „romantisch“ angehauchte Interesse Ricarda Huchs für Revolutionäres hervor und nennt den Sekretär Lju einen kleinbürgerlichen Revolutionär.[9]

## Adaptionen
Hörspiel
- 1955: Der letzte Sommer von Simon Glas, Regie Fränze Roloff, HR (72:30). Mit Walter-Andreas Schwarz, Hermann Schomberg, Brigitte König, Waltraud Schmahl, Maria-Magdalena Thiesing, Bruno Hildebrandt.
- 1994: Der letzte Sommer von Klaus Gmeiner, ORF, BR (60 Minuten). Mit Udo Samel, Marianne Hoppe, Will Quadflieg, Michael Maertens, Sona MacDonald und Sunnyi Melles.[10]

Spielfilme
- 29. Oktober 1954: Der letzte Sommer von Harald Braun. Bis auf den Titel hat Harald Braum wirklich alles bis zur Unkenntlichkeit umgekrempelt. Das fängt mit den Namen an. In runden Klammern stehen die Originale. Mit Hardy Krüger als Rikola Valbo (Bomben-Attentäter Lju),  Mathias Wieman als Präsident Carlo Tolemainen (Gouverneur Jegor von Rasimkara) und Brigitte Horney als Tatjana Tolemainen (Lusinja von Rasimkara). Die Töchter des Hauses spielten Liselotte Pulver und Uta Hallant. Die Filmmusik schrieb Werner Eisbrenner.[11]
- 1990: Der Schutzengel (Skyddsängeln), schwedischer Spielfilm von Suzanne Osten

## Buchausgaben

### Erstausgabe
- Ricarda Huch: Der letzte Sommer. Eine Erzählung in Briefen. Deutsche Verlagsanstalt Stuttgart und Leipzig 1910

### Weitere Ausgaben
- Ricarda Huch: Der letzte Sommer. Eine Erzählung. Insel-Verlag, Leipzig 1920. Insel-Bücherei Nr. 172[A 1]
- Ricarda Huch: Die Goldinsel und andere Erzählungen. Ausgewählt und mit einem Nachwort versehen von Wolfgang Brekle (enthält: Die Goldinsel. Die Hugenottin. Teufeleien. Patatini. Fra Celeste. Der Weltuntergang. Das Judengrab. Der letzte Sommer). Union Verlag, Berlin 1972 (Lizenzgeber: Atlantis Verlag, Freiburg im Breisgau und Insel Verlag, Frankfurt am Main), 376 Seiten (verwendete Ausgabe)

## Anmerkung
1. ↑  Nachauflagen erschienen 1931, 1933 und 1950 (Insel-Bücherei  Sammlung Dr. Steiner (Memento vom 13. Oktober 2014 im Internet Archive)).